# 関閉政策
関閉政策または閉港政策は、1949年6月から中華民国政府が中国共産党政権に対して、渤海から南シナ海にかけて行った海上封鎖政策である。1950年には封鎖海域が拡大され、中国共産党の支配下にある中国本土の経済を破壊する目的で基本的に中国本土の全海岸線を封鎖した。1950年代以降それは徐々に台湾海峡での中華人民共和国に対する中華民国側の軍事的封鎖と、それを行き来する民間船舶への略奪行為へ発展していった。
この政策は、中国の海上輸送、特に対外貿易に悪影響を及ぼした。1979年9月12日、中華民国政府は「戡亂時期截斷匪區海上交通辦法」を停止する布告を出したが、これを関閉政策の法的解除とみなす研究者もいる。中華民国海軍と中華民国空軍が中華人民共和国籍の船舶を捜索して破壊することを認めた「投匪資匪之輪船公司及船隻緊急處置辦法」は、1992年1月まで廃止されなかった。

## 始まり
1949年6月の渡江戦役の後、中国共産党は中国人民解放軍を率いて、中華民国の首都である南京市や経済の中心地である上海市を含む長江の中・下流域を攻略した。これは第二次国共内戦における中華民国政府と中華民国国軍の敗北を意味した。人民解放軍は浙江省、福建省、広東省を攻略した後、徐々に南東の沿岸の島々を攻略していった。
1949年6月18日、行政院は卅八穗五字第四八九六號令を発布し、6月26日午前0時から北の遼河河口から南の閩江河口までの中国の領海を「封鎖」し、すべての外国船舶と航空機は前記の区域に入ることを禁止し、区域内の港も即刻閉鎖した。海軍第一艦隊司令官の劉光凱の指揮のもと、第一艦隊は舟山から100回以上出撃し、アメリカおよびイギリス船籍を含む貨物船41隻を迎撃、汽船25隻、モーターボート200隻以上を捕獲した。
10月1日、中華人民共和国が建国され、10月3日にはソ連が中華人民共和国と国交を樹立し、冷戦時代にアメリカと中華民国が属していた西側陣営に対して、中華人民共和国は東側陣営の一員となった。10月から11月にかけて、人民解放軍は古寧頭の戦いと登歩島の戦いで敗れ、国民党は金門島と舟山島を保持することができた。11月下旬、イギリス極東艦隊の駆逐艦4隻が、上海港に向かう目的で長江河口において商船多数を護衛した。24日、イギリスの商船は長江の河口外にある九段沙の海域で国府軍に迎撃され留め置かれた。英軍と国府軍は3日間海上で待機し、その間にアメリカの商船フランクリンが国境を強行突破しようとしたが国府軍の砲撃により大破した。27日、イギリス軍は自らの判断で長江河口から撤退した。12月24日、中華民国海軍は長江の河口で機雷の敷設を開始した。

## 1950年代
1950年1月、アメリカのハリー・トルーマン大統領は、「台湾海峡の紛争に不介入」という声明を発表した。2月12日、中華民国政府は、中国大陸のすべての沿岸地域に対して、同海域の閉鎖を発表した。
人民解放軍空軍が増強を行うと、中華民国空軍は長江の河口を封鎖する任務を行うための優位性を持たなくなっていった。4月、人民解放軍の華東軍区は掃海旅団を編成し、10月までに長江河口での掃海任務を完了させた。5月、中華民国政府は舟山からの撤退を完了した。6月、朝鮮戦争が勃発し、アメリカ政府は態度を一変させ、アメリカ海軍の第7艦隊に台湾海峡の哨戒を命じた。
アメリカ側は、台湾海峡での衝突の可能性を回避し、西側諸国を団結させる目的で、中華民国政府に封鎖政策の中止を求めたのである。中華民国国防部は、6月末と7月30日の2回にわたり、封鎖政策を明示的に中断した。8月、中華民国外交部は「關閉部分領海及港口暫行辦法」を行政院に提出し、審査を受けた。12月15日、行政院は中華民国交通部が提出した「投匪資匪之輪船公司及船隻緊急處置辦法」を承認した。 12月15日、行政院は「與中華民國無外交關係國家之商船及民用航空器出入境臨時規則」を承認した。この規則は、以前3月14日に中華民国交通部によって公布・施行された。
1952年5月23日、行政院は「截斷匪區海上交通辦法」を改正し、その実施を発表した。
1954年には中華民国国軍がポーランドの貨物船「プレジデント・ゴットワルド」とソ連のタンカー「トープス」をそれぞれ拿捕した。
同年9月には日本の貨物船「日州丸」が基隆港で暴風雨を避けていた時に秦皇島で石炭鉱石を運んでいたことが発覚し、関連規定に基づいて押収された。

## 1960年代
1963年7月12日、行政院の台（五十二）防字第四七二〇號令は、「匪賊地域の海上交通を迎撃するための措置」から「反乱期の匪賊地域の海上交通を迎撃するための措置」に改正され、国防部が海軍総司令部に中華人民共和国への船舶の封鎖を実施するように命じ、詳細な規則を定め、報奨金の額を明示することが規定された。
1965年の東山海戦と烏坵海戦を経て、中華民国海軍は人民解放軍海軍に対する主導権を握ることをやめた。 1968年、中華人民共和国国籍の船舶が太平洋を往復する南北航路を開通させ、中国大陸の北港と南港の間の海運を再開した。

## 終焉
1974年1月、西沙海戦が勃発した。人民解放軍海軍の東海艦隊が南海艦隊を支援し、21日には福州軍区の全面的な支援を受けて、南からの艦隊が台湾海峡に向けて初航海を行った（中国人民解放軍海軍の台湾海峡突破）。1979年5月19日、中華人民共和国の貨物船が台湾海峡での航海を再開し、9月12日、中華民国政府は「戡亂時期截斷匪區海上交通辦法」の中止を発表した。中華民国政府が外国船を規制するために密かに発令していた「管制外籍船舶資匪航運臨時辦法」がいつ終了したのかは不明である。

## 影響と評価
この閉鎖政策により、中華民国政府は140隻以上の船を接収し、必要な物資と資金を押収した。しかし、この政策は国際的には認められておらず、世界各国の船が中華人民共和国に渡航し続け、ドイツ、イギリス、ポーランド、日本、オランダ、ソ連などの船が中華民国に何度も拿捕・押収された。
これらの船の中には、ソ連のトープス号や、ポーランドの商船・石油タンカーのプレジデント・ゴットワルド号など、名前を変えて艦隊に組み込まれたものもある。閉関政策は、戦後の台湾の物資不足を解消したものの、中華民国の国際的な評判を落とすことになった。
ソ連は国連で、中華民国がソ連、イギリス、ポーランドの船舶に対する海賊行為、公海上の航行の自由の原則に違反していると告発することを提案し、ポーランドも国連国際法委員会で中華民国の海軍力を海賊行為として糾弾した。しかし、公海に関する条約や国連海洋法条約では、海賊行為は「私掠船による行為」に限定されているため、中華民国海軍の行為は海賊行為には該当しない。